# Museo farmacia all'Aquila d'Oro
Il Museo Farmacia all'Aquila d'Oro (in ungherese Aranysas Patikamúzeum) è situato a Budapest, in Ungheria, in un'antica farmacia aperta nel 1688 da Fernec Ignác. Prese questo nome a partire dal 1740. Fu trasferita all'interno di questo palazzo gotico, con interni barocchi e facciata neoclassica, nel XVIII secolo. Poi, nel 1974, fu sostituita dall'attuale museo che raccoglie antichi oggetti farmaceutici, in particolare rinascimentali e barocchi.